# Pandanus mauricei
Pandanus mauricei är en enhjärtbladig växtart som beskrevs av Harold St.John. Pandanus mauricei ingår i släktet Pandanus och familjen Pandanaceae.
Artens utbredningsområde är Vanuatu. Inga underarter finns listade.